# Gouvix
Gouvix ist eine französische Gemeinde mit 828 Einwohnern (Stand: 1. Januar 2022) im Département Calvados in der Region Normandie. Sie gehört zum Arrondissement Caen und zum Kanton Le Hom.

## Geografie
Gouvix liegt rund 18 Kilometer südsüdöstlich von Caen und 18,5 Kilometer nordnordwestlich von Falaise. Umgeben wird die Gemeinde von Cintheaux im Norden, Cauvicourt im Nordosten, Bretteville-le-Rabet im Osten, Urville im Südosten und Süden, Barbery im Südwesten sowie Bretteville-sur-Laize in nordwestlicher Richtung.

## Bevölkerungsentwicklung
| Jahr                             | 1793 | 1836 | 1876 | 1926 | 1946 | 1968 | 1990 | 2016 |
| Einwohner                        | 472  | 490  | 375  | 548  | 617  | 789  | 878  | 827  |
| Quelle: Cassini, EHESS und INSEE |      |      |      |      |      |      |      |      |

## Sehenswürdigkeiten
- Kirche Notre-Dame aus dem 13. Jahrhundert, seit 1927 Monument historique[2]
- Château d’Outrelaize aus dem 16.–18. Jahrhundert, Monument historique seit 2005[3]
- Schloss-Gehöft aus dem 17. Jahrhundert, als Kulturerbe klassifiziert[4] (siehe auch: Taubenturm)
- Menhir, seit 1936 Monument historique[5]
- Überreste eines alten Brennofens
- Lavoir

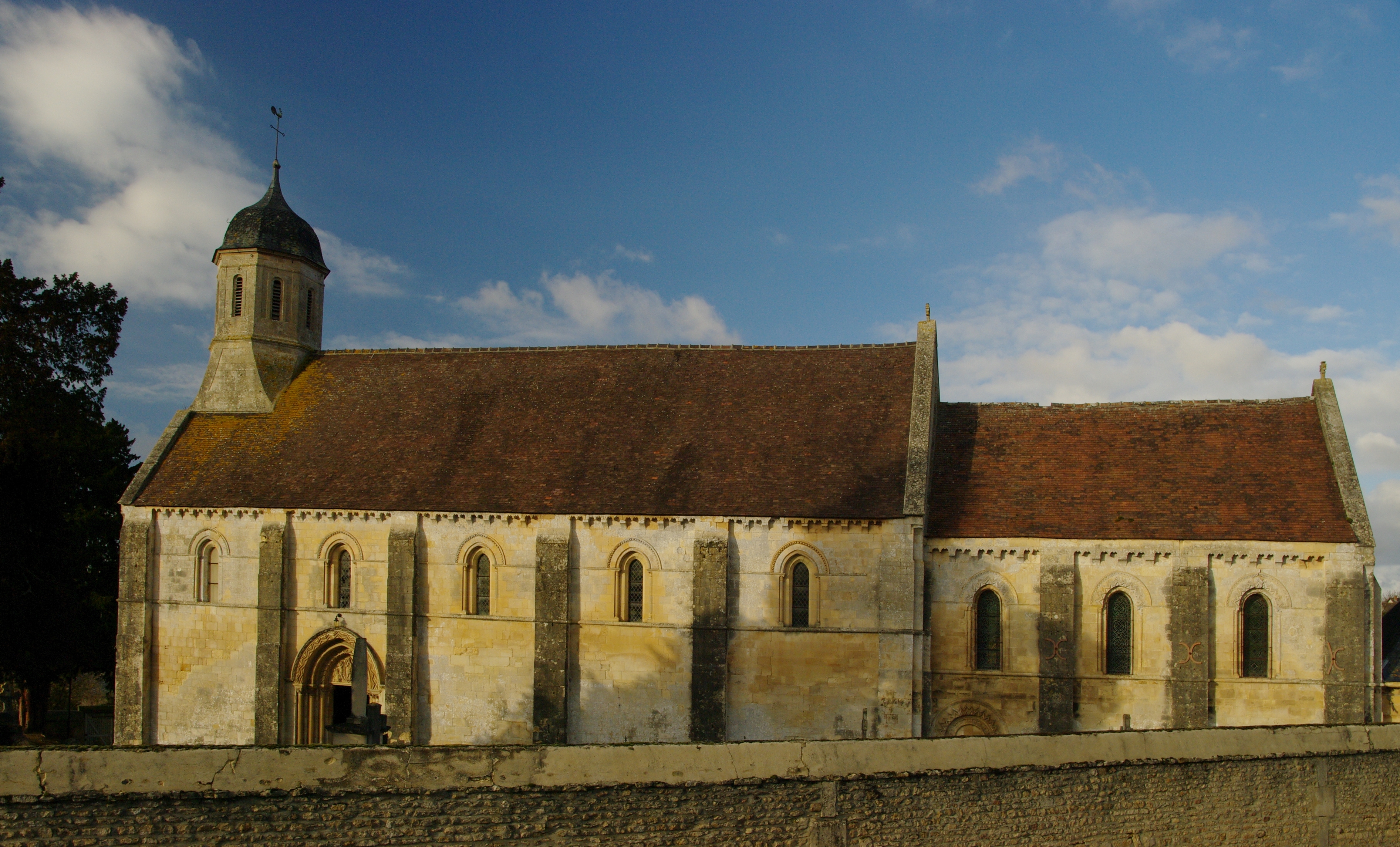
Kirche Notre-Dame
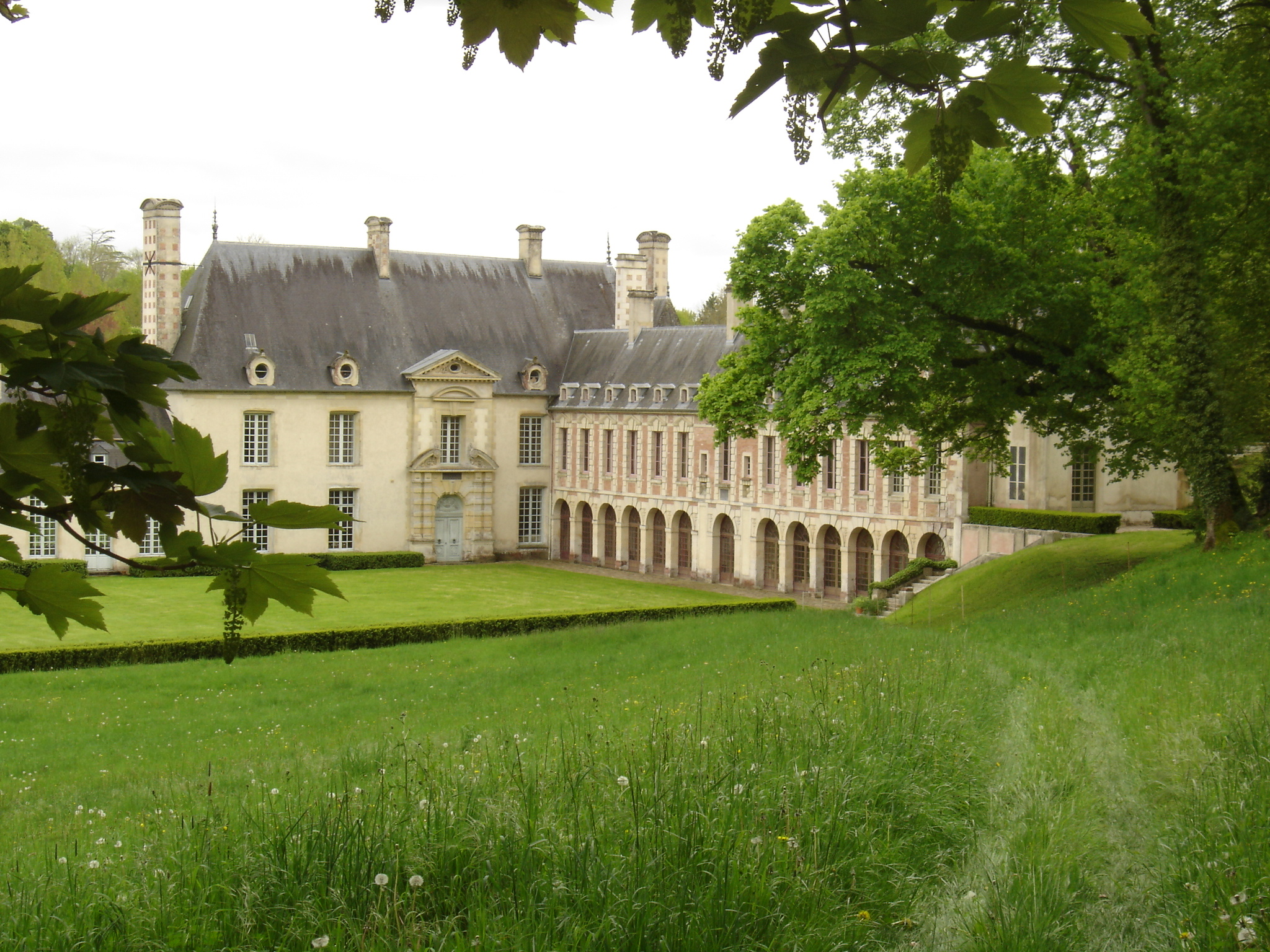
Château d’Outrelaize
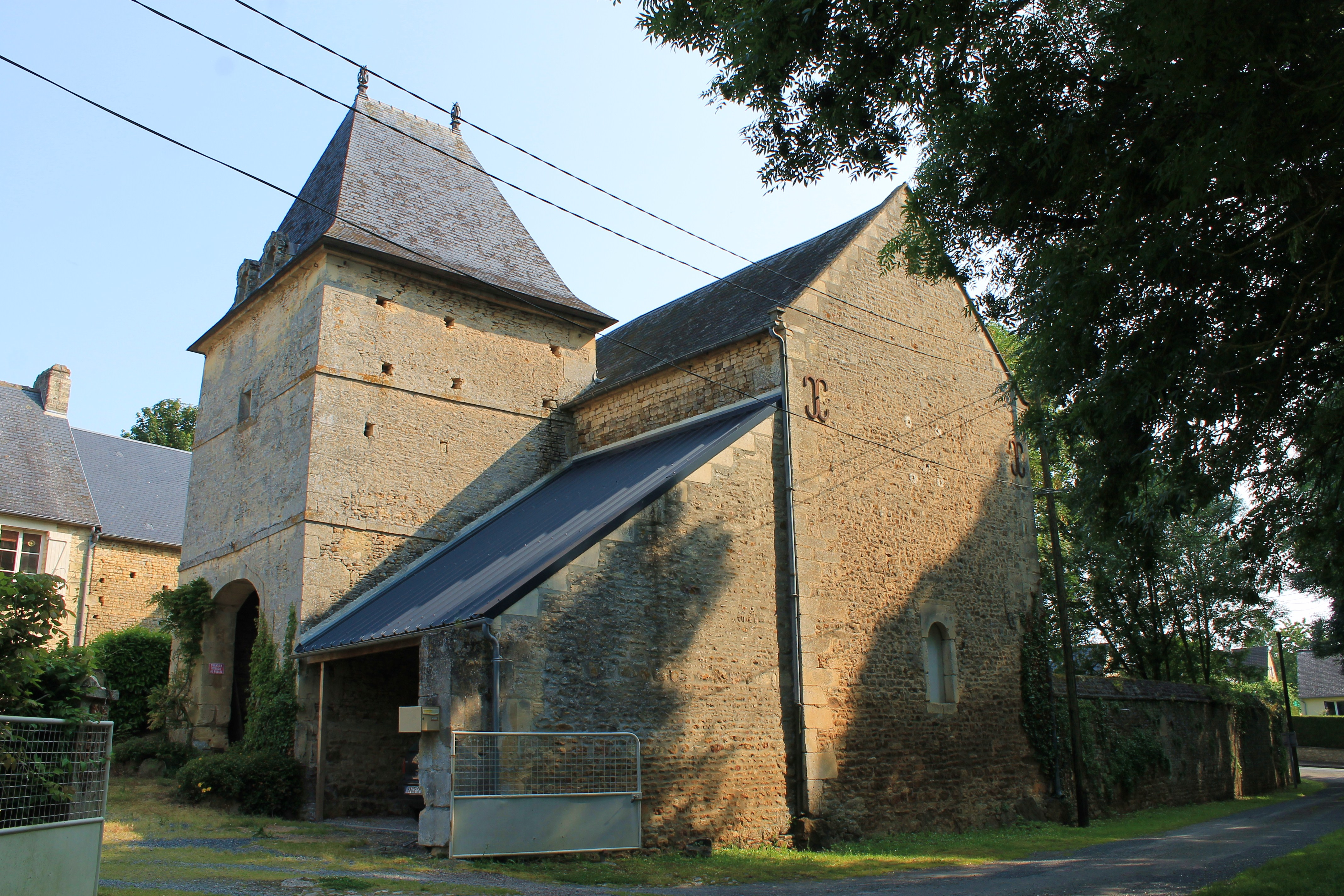
Schloss-Gehöft
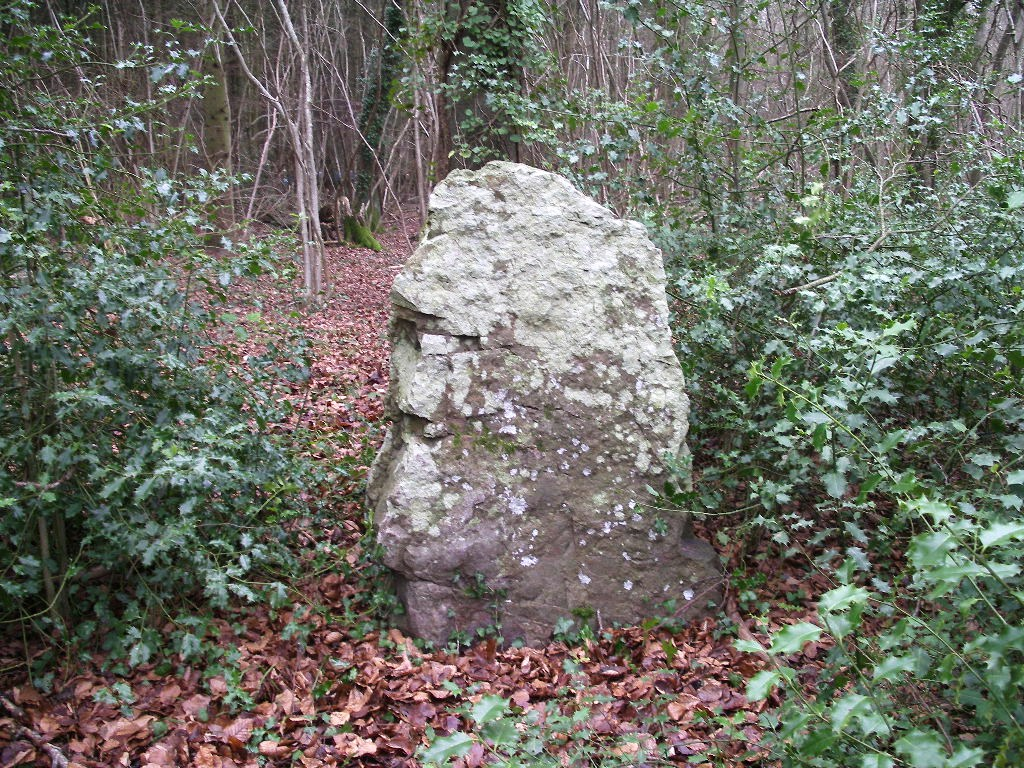
Menhir Pierre Tourneresse
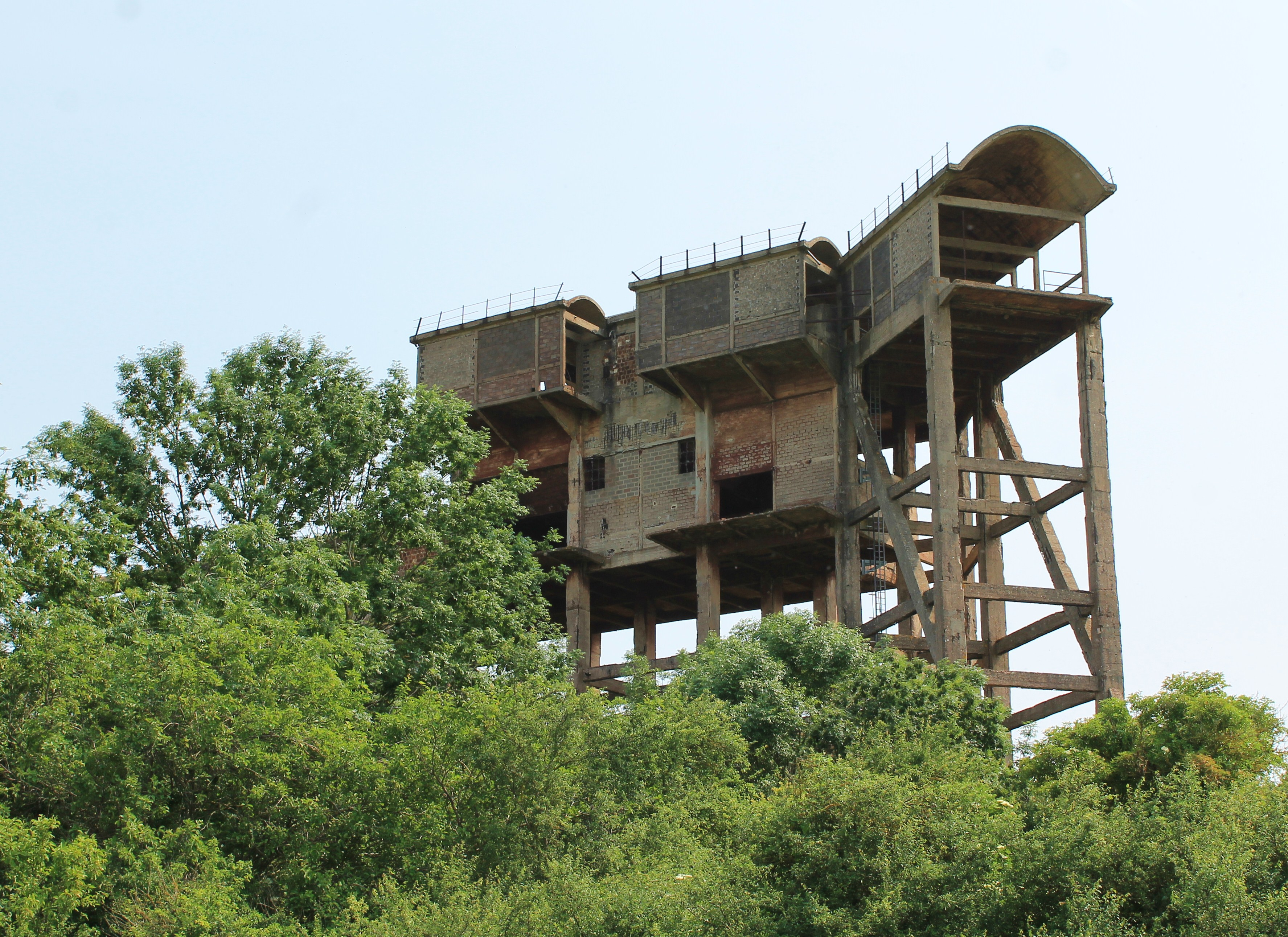
Reste des Brennofens
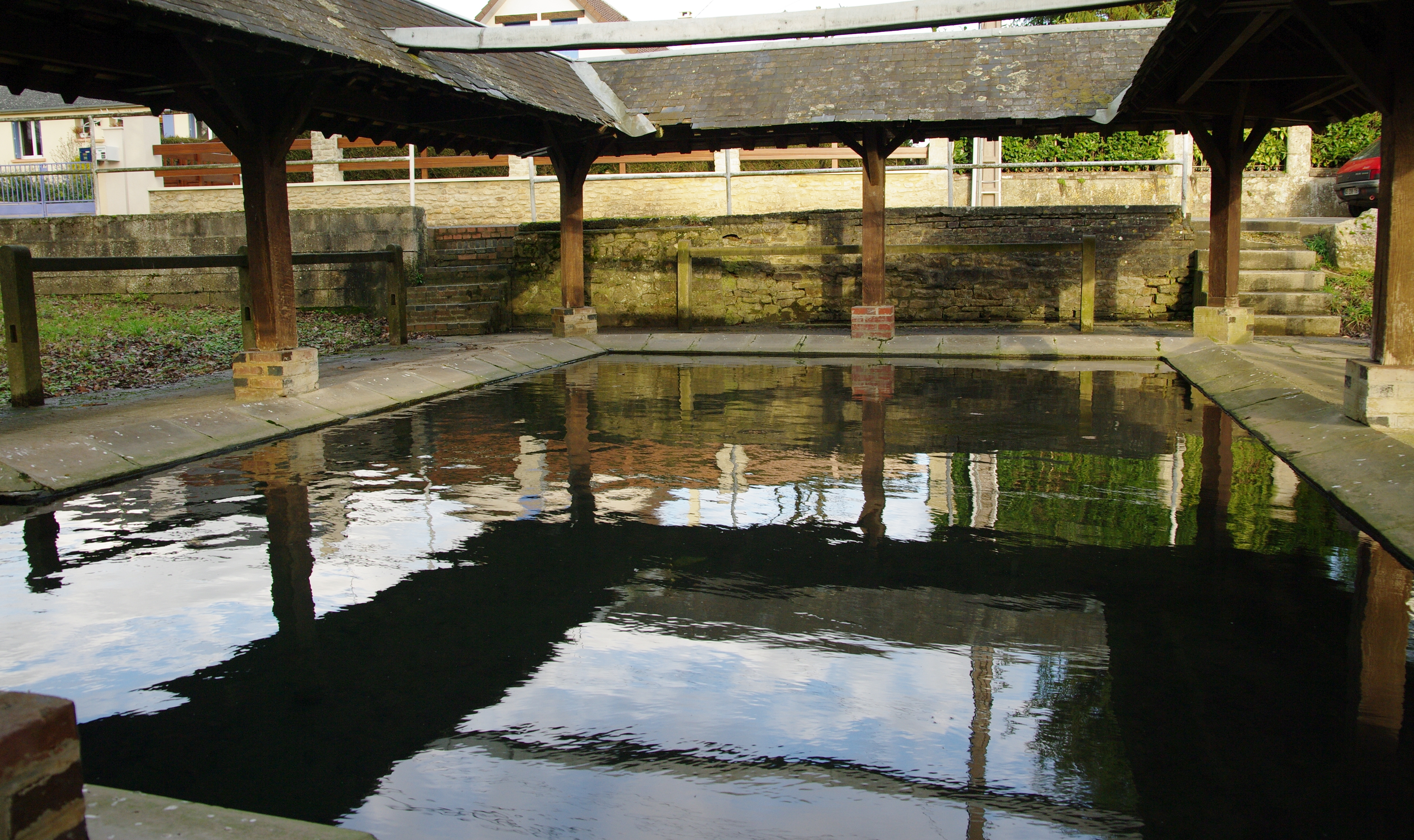
Lavoir